# Episodi di Samurai Jack (quinta stagione)
La quinta e ultima stagione della serie animata Samurai Jack, composta da 10 episodi, è stata trasmessa negli Stati Uniti, da Adult Swim, dall'11 marzo al 20 maggio 2017.
In Italia la stagione è stata interamente pubblicata il 1º gennaio 2022 su Prime Video.
| nº (assoluto) | nº (stagione) | Titolo originale | Titolo italiano      | Prima TV USA   | Pubblicazione Italia |
| ------------- | ------------- | ---------------- | -------------------- | -------------- | -------------------- |
| 53            | 1             | XCII             | Il ritorno di Jack   | 11 marzo 2017  | 1º gennaio 2022      |
| 54            | 2             | XCIII            | Il dubbio            | 18 marzo 2017  | 1º gennaio 2022      |
| 55            | 3             | XCIV             | La prima vittima     | 25 marzo 2017  | 1º gennaio 2022      |
| 56            | 4             | XCV              | Corpo a corpo        | 8 aprile 2017  | 1º gennaio 2022      |
| 57            | 5             | XCVI             | La verità            | 15 aprile 2017 | 1º gennaio 2022      |
| 58            | 6             | XCVII            | In cerca del samurai | 22 aprile 2017 | 1º gennaio 2022      |
| 59            | 7             | XCVIII           | Il giusto equilibrio | 29 aprile 2017 | 1º gennaio 2022      |
| 60            | 8             | XCIX             | Una strana prigione  | 6 maggio 2017  | 1º gennaio 2022      |
| 61            | 9             | C                | Amore paterno        | 13 maggio 2017 | 1º gennaio 2022      |
| 62            | 10            | CI               | Lo scontro finale    | 20 maggio 2017 | 1º gennaio 2022      |

## Il ritorno di Jack
Sono passati cinquant'anni e Jack è ancora intrappolato nel futuro, condotto all'orlo della pazzia a causa del suo compito di tornare a casa e sconfiggere Aku oramai da lui ritenuto senza fine e senza speranza. Jack si ritrova però alle prese con Scaramouche, un sicario robot di Aku. Altrove, sette gemelle nate in un culto di Aku, vengono cresciute e addestrate per diventare le assassine perfette per fare fuori Jack: le Figlie di Aku sono nate.

## Il dubbio
Aku ha perso la sua voglia di uccidere Jack poiché si aspettava che sarebbe morto di vecchiaia quando invece non è invecchiato di un giorno. Jack cade nell'agguato delle Figlie di Aku e da loro privato di ogni arma, venendo costretto ad uno scontro intenso ed una rocambolesca fuga per la vita. Intanto un lupo bianco è alle prese con dei mortali nemici in una situazione simile a quella del samurai

## La prima vittima
Jack riesce a malapena a scappare dalle sette assassine ma è gravemente ferito. Deve ora lenire e superare sia le sue ferite che i recenti traumi subiti, nascondendosi in una caverna assieme ad un lupo. Presto però è pronto per riprendere il mortale scontro con le Figlie di Aku.

## Corpo a corpo
Jack, sconfitta l'unica superstite delle Figlie di Aku, viene inghiottito con lei da un mostro gigantesco ed ora, volenti o nolenti, i due devono trovare assieme una via d'uscita.

## La verità
Un ben più vecchio Scozzese, alla testa di un numeroso esercito, guida un attacco alla roccaforte di Aku. Intanto Jack porta Ashi con sé per mostrarle il mondo distopico e crudele di Aku e la sua malvagità. Nel loro cammino si ritrovano a dover salvare un gruppo di bimbi alieni dalle grinfie di un uomo in una tuta meccanica.

## In cerca del samurai
Jack è scomparso ed Ashi si mette a cercarlo ai quattro angoli del mondo incontrando lungo il tragitto alcune delle numerose persone aiutate da Jack, riempiendola della speranza che Jack possa realmente cambiare il mondo in meglio.

## Il giusto equilibrio
Jack ed Ashi devono affrontare una serie di prove spirituali e fisiche per poter recuperare la spada di Jack.

## Una strana prigione
L'incoraggiante relazione che si sta formando tra Jack ed Ashi prende una piega inaspettata quando i due si ritrovano ad essere braccati da una delle più letali creature della galassia.

## Amore paterno
La paura più grande di Jack diventa realtà quando si scontra con Aku; e il demone realizza una scioccante verità che mette in pericolo la vita di Ashi.

## Lo scontro finale
Il destino stesso dell'universo rimane in bilico mentre Samurai Jack affronta Aku per l'ultima volta.